# Ghardimaou
Ghardimaou is een kleine stad in het noordwesten van Tunesië in het gouvernement Jendouba.
Bij de volkstelling in 2014 telde de stad 19.574 inwoners. Ghardimaou ligt op enkele kilometers van de grens met Algerije. De Medjerda stroomt door de stad.

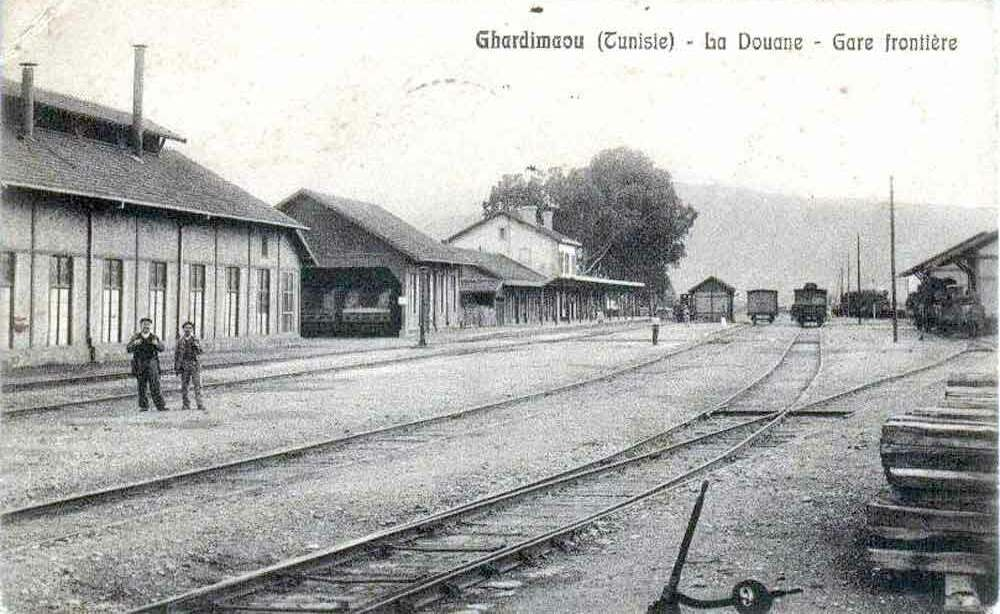
Het station van Ghardimaou

Het station Ghardimaou is het eindpunt van de spoorlijn Tunis-Ghardimaou. Voorheen ging de trein de grens met Algerije over en was Ghardiamou het laatste Tunesische station. 